# Raschid Tali’a
Raschid Tali’a (arabisch رشيد طليع, DMG Rašīd Ṭalīʿ; * 1877 im Libanon; † September 1926) war Premierminister von Transjordanien (11. April 1921 bis 15. August 1921).
Tali’a studierte an der Königlichen Schule in Istanbul. Nach dem Zerfall des Osmanischen Reiches rief ihn der syrische König Faisal I. nach Damaskus und ernannte ihn zum Innenminister.  Als am 11. April 1921 im jordanischen Emirat die erste Regierung gebildet wurde, beauftragte der Emir Abdallah ibn Husain I. ihn mit der Leitung des Kabinetts.
Für seinen aktiven Kampf gegen die französische Besatzung Syriens wurde Raschid Tali’a von den Franzosen in Abwesenheit zum Tode verurteilt.